# Agustina Leiva
Mayra Agustina Leiva Roux (Mendoza, 17 agosto 1996) è una cestista argentina.

## Carriera
Con l'Argentina ha disputato i Campionati mondiali del 2018.